# Melica pappiana
Melica pappiana är en gräsart som beskrevs av Werner Hempel. Melica pappiana ingår i släktet slokar, och familjen gräs. Inga underarter finns listade i Catalogue of Life.